# 顧貝貝
顧貝貝（GU Beibei，1980年11月25日—），北京人，中國退役女子花樣游泳運動員，曾參加過三屆奧運會。

## 簡歷
2006年，顧貝貝與隊友蔣文文、蔣婷婷、張曉歡、劉鷗、王娜、吳怡文、孫萩亭及朱政，在領隊李維波率領下參與多哈亞運會，在團體賽小項擊敗日本，為中國奪得他們的首面花樣游泳的國際性冠軍。
2008年，北京奧運，她與隊友力壓日本組合，奪得銅牌，是中國於奧運中首面的花樣游泳獎牌。
2009年，十一運會花樣游泳比賽，顧貝貝與北京隊的隊友在十人團體自由自選組合決賽得到96.500分的高分，奪得金牌。她也在十一運後宣布退役。
退役後，顧貝貝受邀加入世界冠軍高爾夫球隊，並開始高爾夫球的訓練。

## 主要比賽成績
- 1997年：八运会 集体 金牌
- 2001年：九运会 集体 金牌
- 2002年：釜山亚运会 双人 銀牌
- 2004年：雅典奥运会 集体、双人 第六名
- 2005年：十运会 双人 金牌
- 2006年：多哈亚运会集体花樣游泳金牌
- 2008年：北京奥运会集体花樣游泳铜牌
- 2009年：十一运会集体體自由自選組合金牌